# Lokal kleine Kategorie
|  | Dieser Artikel wurde auf der Qualitätssicherungsseite des Portals Mathematik eingetragen. Dies geschieht, um die Qualität der Artikel aus dem Themengebiet Mathematik auf ein akzeptables Niveau zu bringen. Bitte hilf mit, die Mängel dieses Artikels zu beseitigen, und beteilige dich bitte an der Diskussion! (Artikel eintragen) |

In der Kategorientheorie ist eine lokal kleine Kategorie eine Kategorie {\displaystyle {\mathcal {C}}}, deren Klasse {\displaystyle \operatorname {Hom} _{\mathcal {C}}(X,Y)} an Morphismen zwischen zwei Objekten {\displaystyle X,Y\in \operatorname {Ob} {\mathcal {C}}} klein (also eine Menge) ist.  Oft wird diese Eigenschaft auch direkt in der Definition einer Kategorie gefordert. Zum Vergleich wird bei kleinen Kategorien gefordert, dass sogar die Klasse
{\displaystyle \operatorname {Ar} {\mathcal {C}}=\bigcup _{X,Y\in \operatorname {Ob} {\mathcal {C}}}\operatorname {Hom} _{\mathcal {C}}(X,Y)}.
aller Morphismen klein (also eine Menge) ist. Kleine Kategorien sind daher insbesondere lokal klein, aber die Umkehrung gilt nicht unbedingt.

## Beispiele und Lemmata
Die Kategorie {\displaystyle \mathbf {Set} } der Mengen ist lokal klein, aber nicht klein: Die Klasse aller möglichen Abbildungen zwischen allen möglichen Mengen ist selbst keine Menge, aber die Klasse aller Abbildungen für zwei fest vorgegebene Mengen {\displaystyle X} und {\displaystyle Y} ist eine Menge. Eine Abbildung {\displaystyle f\colon X\rightarrow Y} entspricht durch ihren Graphen {\displaystyle \operatorname {graph} (f):=\{(x,y)\in X\times Y\mid f(x)=y\}} einer Teilmenge von {\displaystyle X\times Y}, also ist die Klasse {\displaystyle \operatorname {Abb} (X,Y)} oder {\displaystyle Y^{X}} aller Abbildungen {\displaystyle X\rightarrow Y} eine Teilmenge von {\displaystyle {\mathcal {P}}(X\times Y)}. Nach den Axiomen der Zermelo-Fraenkel-Mengenlehre, hier dem Potenzmengen- und dem Aussonderungsaxiom, bleibt die Eigenschaft, eine Menge zu sein, unter Bildung des kartesischen Produktes sowie der Potenz- oder Teilmenge, erhalten. Allgemeiner ist sogar jede konkrete Kategorie lokal klein: Für eine Kategorie {\displaystyle {\mathcal {C}}} mit einem treuen Funktor {\displaystyle F\colon {\mathcal {C}}\rightarrow \mathbf {Set} } gibt es für zwei Objekte {\displaystyle X,Y\in \operatorname {Ob} {\mathcal {C}}} eine Injektion {\displaystyle F_{X,Y}\colon \operatorname {Hom} _{\mathcal {C}}(X,Y)\hookrightarrow \operatorname {Hom} _{\mathbf {Set} }(FX,FY)}. Die hintere Menge ist durch das eben beschriebene Argument eine Menge und daher ebenso die vordere (welche durch die Injektion als Teilmenge der hinteren Menge betrachtet werden kann). Aus diesem Lemma folgt, dass sämtliche Kategorien aus Strukturen, die auf Mengen basieren, und die daher konkret sind, wie etwa die Kategorie {\displaystyle \mathbf {Grp} } der Gruppen oder die Kategorie {\displaystyle \mathbf {Top} } der topologischen Räume, lokal klein sind.

## Kategorie der kleinen Kategorien
Es gibt aufgrund mengentheoretischer Probleme keine Kategorie aller Kategorien, ähnlich wie es keine Menge aller Mengen gibt. Es ist daher notwendig, eine Einschränkung zu betrachten, also entweder die Kategorie der kleinen Kategorien, welche selbst nicht klein, aber lokal klein ist, oder die Kategorie der lokal kleinen Kategorien, welche selbst nicht lokal klein ist. Die erste Kategorie, also die Kategorie der kleinen Kategorien, wird als {\displaystyle \mathbf {Cat} } bezeichnet.

## Externer Hom-Funktor
Lokal kleine Kategorien sind in der Kategorientheorie von besonderer Bedeutung, da die Einschränkung einer Hom-Klasse auf eine Hom-Menge zu einem Hom-Funktor {\displaystyle \operatorname {Hom} _{\mathcal {C}}(-,-)\colon {\mathcal {C}}^{\mathrm {op} }\times {\mathcal {C}}\rightarrow \mathbf {Set} } führt. Die Wirkung auf Objekte ergibt sich aus der Definition einer lokal kleinen Kategorie. Für zwei Objekten {\displaystyle X,Y\in \operatorname {Ob} {\mathcal {C}}} gibt es eine Klasse {\displaystyle \operatorname {Hom} _{\mathcal {C}}(X,Y)} an Morphismen (nach der Definition einer Kategorie), die sogar eine Menge ist (nach der Definition von lokal klein). Zur Erweiterung auf einen Funktor ist es ebenso notwendig, die Wirkung auf Morphismen zu definieren, was durch Vor- und Nachkomposition möglich ist. Für weitere Objekte {\displaystyle X',Y'\in \operatorname {Ob} {\mathcal {C}}} sowie Morphismen {\displaystyle f\in \operatorname {Hom} _{\mathcal {C}}(X,X')} und {\displaystyle g\in \operatorname {Hom} _{\mathcal {C}}(Y,Y')} sei:
{\displaystyle \operatorname {Hom} _{\mathcal {C}}(f,Y)\colon \operatorname {Hom} _{\mathcal {C}}(X',Y)\rightarrow \operatorname {Hom} _{\mathcal {C}}(X,Y),\xi \mapsto \xi \circ f};
{\displaystyle \operatorname {Hom} _{\mathcal {C}}(X,g)\colon \operatorname {Hom} _{\mathcal {C}}(X,Y)\rightarrow \operatorname {Hom} _{\mathcal {C}}(X,Y'),\xi \mapsto g\circ \xi };
{\displaystyle \operatorname {Hom} _{\mathcal {C}}(f,g)\colon \operatorname {Hom} _{\mathcal {C}}(X',Y)\rightarrow \operatorname {Hom} _{\mathcal {C}}(X,Y'),\xi \mapsto g\circ \xi \circ f}.